# 296-й истребительный авиационный полк
296-й истребительный авиационный полк (296-й иап) — воинская часть Военно-Воздушных сил (ВВС) Вооружённых Сил РККА, принимавшая участие в боевых действиях Великой Отечественной войны.

## Наименования
- 296-й истребительный авиационный полк
- 73-й гвардейский истребительный авиационный полк
- 73-й гвардейский Сталинградский истребительный авиационный полк
- 73-й гвардейский Сталинградский Краснознамённый истребительный авиационный полк
- 73-й гвардейский Сталинградский Краснознамённый ордена Богдана Хмельницкого II степени истребительный авиационный полк
- 73-й гвардейский Сталинградско-Венский Краснознамённый ордена Богдана Хмельницкого II степени истребительный авиационный полк
- Полевая почта 35433

|  | Як-9 | Як-7 |

## Создание
296-й истребительный авиационный полк начал формироваться в феврале 1941 года Одесском военном округе (г. Днепропетровск) в составе 66-й истребительной авиадивизии. Укомплектование самолётами И-16 предполагалось осуществить за счёт 67-го иап в связи с перевооружением последнего на ЛаГГ-3. К началу войны формирование полка не закончено: командира полка и летного состава, кроме двух командиров эскадрилий, нет. Техническим составом полк укомплектован на 20 %, самолёты не поступили. В июне 1941 г. из состава 160-го резервного авиационного полка на укомплектование полка выделена группа из 15 лётчиков на самолётах И-16 во главе с капитаном Барановым Н. И. В начале июля полк получил самолёты И-16 вместе с лётчиками из Батайской ВАШП. Формирование полка полностью закончено к августу 1941 года.

## Боевые действия
В июле 1942 года полк участвовал в воздушных операциях на Сталинградасом фронте. В этих боях полк понес заметные потери. Так во время взлета с аэродрома Илларионовская был сбит Як-1, пилот сержант П.Ф. Саунин погиб. Поднятая на перехват дежурная пара молодых летчиков из 148-го ИАП также была сбита. Обломки истребителей и тела старших сержантов А.С. Ангелова и Б.М. Есикова были найдены в 5 км северо-восточнее аэродрома.

## Переименование
296-й истребительный авиационный полк 18 марта 1943 года за образцовое выполнение боевых задач и проявленные при этом мужество и героизм на основании Приказа НКО СССР переименован в 73-й гвардейский истребительный авиационный полк.

## В действующей армии
В составе действующей армии:
- с 31 июля 1941 года по 3 октября 1941 года, всего 64 дня,
- с 22 января 1942 года по 18 марта 1943 года, всего 420 дней,

Итого — 484 дня

## Командиры
- гвардии капитан, майор, подполковник Баранов Николай Иванович[4], (погиб), 07.1941 — 06.05.1943
- гвардии полковник Голышев Иван Васильевич[4] (погиб), 07.05.1943 — 27.07.1943

## В составе соединений и объединений
| Период        | Фронт (округ)             | армия               | дивизия                                            | примечание |
| ------------- | ------------------------- | ------------------- | -------------------------------------------------- | --- |
| 01.02.1941 г. | Одесский военный округ    | ВВС округа          | 66-я авиационная дивизия                           | Днепропетровск, И-16 |
| 31.07.1941 г. | Южный фронт               | ВВС фронта          | 66-я истребительная авиационная дивизия            | И-16 |
| 01.10.1941 г. | Южный фронт               | ВВС фронта          | 66-я истребительная авиационная дивизия            | Пополнен личным составом за счёт 295-го иап и в составе трёх эскадрилий убыл в Куйбышев для переучивания на новую технику |
| 02.10.1941 г. | Приволжский военный округ | ВВС округа          | 16-й запасной истребительный авиационный полк      | пос. Баланда Саратовской области, Як-1                                                                                    |
| 22.01.1942 г. | Юго-Западный фронт        | 6-я армия           | ВВС 6-й армии                                      | Як-1 |
| 26.05.1942 г. | Юго-Западный фронт        | 8-я воздушная армия | 220-я истребительная авиационная дивизия           | Як-1 |
| 28.05.1942 г. | Юго-Западный фронт        | 8-я воздушная армия | 220-я истребительная авиационная дивизия           | принял 20 Як-1 и 12 лётчиков от 183-го иап, Як-1                                                                          |
| 12.07.1942 г. | Сталинградский фронт      | 8-я воздушная армия | 220-я истребительная авиационная дивизия           | принял 20 Як-1 и 12 лётчиков от 183-го иап, Як-1                                                                          |
| 06.08.1942 г. | Сталинградский фронт      | 8-я воздушная армия | 268-я истребительная авиационная дивизия           | Як-1 |
| 03.01.1943 г. | Южный фронт               | 8-я воздушная армия | 268-я истребительная авиационная дивизия           | Як-1 |
| 18.03.1943 г. | Южный фронт               | 8-я воздушная армия | 6-я гвардейская истребительная авиационная дивизия | Полк преобразован в гвардейский,Як-1                                                                                      |

## Участие в сражениях и битвах
- Тирасполь-Мелитопольская оборонительная операция — с 31 июля 1941 года по 28 сентября 1941 года.
- Киевская стратегическая оборонительная операция — с 31 июля 1941 года по 26 сентября 1941 года.
- Барвенково-Лозовская наступательная операция — с 22 января 1942 года по 31 января 1942 года
- Харьковское сражение — с 26 мая 1942 года по 29 мая 1942 года.
- Воронежско-Ворошиловградская операция — с 28 июня 1942 года по 5 июля 1942 года.
- Сталинградская битва — с 18 июля 1942 года по 2 февраля 1943 года
- Воздушная операция — с 27 октября 1942 года по 29 октября 1942 года.
- Воздушная блокада Сталинграда — с 23 ноября 1942 года по 2 февраля 1943 года.
- Котельниковская операция — с 12 декабря 1942 года по 30 декабря 1942 года.
- Ростовская операция — с 1 января 1943 года по 18 февраля 1943 года.
- Ворошиловградская операция — с 29 января 1943 года по 18 февраля 1943 года.

## Первая подтверждённая победа полка в воздушном бою
Первая известная воздушная победа полка в Отечественной войне одержана младшим лейтенантом Давыдовым А. И. в воздушном бою в районе западнее д. Анновки: сбит разведчик противника PZL P.24.

## Отличившиеся воины полка
- Маресьев Алексей Петрович, пилот 296-го иап в период с августа 1941 года по ноябрь 1941 года, удостоен звания Героя Советского Союза в составе 63-го гвардейского истребительного авиационного полка 3-й гвардейской истребительной авиационной дивизии 1-го гвардейского истребительного авиационного корпуса 15-й воздушной армии.
- Мартынов Александр Васильевич, заместитель командира эскадрильи 296-го истребительного авиационного полка 268-й истребительной авиационной дивизии 8-й воздушной армии удостоен звания Героя Советского Союза 12 августа 1942 года. Золотая Звезда № 725.
- Пишкан, Иван Аникеевич, лётчик полка, 1 ноября 1943 года удостоен звания Герой Советского Союза будучи капитаном, командиром эскадрильи 31-го гвардейского истребительного авиационного полка 6-й гвардейской истребительной авиационной дивизии 8-й воздушной армии. Золотая Звезда № 1279.
- Соломатин Алексей Фролович, старший лейтенант, командир эскадрильи 296-го истребительного авиационного полка 268-й истребительной авиационной дивизии 8-й воздушной армии Указом Президиума Верховного Совета СССР от 1 мая 1943 года удостоен звания Герой Советского Союза. Золотая Звезда № 955.

## Статистика боевых действий
Всего за годы Великой Отечественной войны полком:
| Выполнено боевых вылетов | Сбито самолётов в воздухе | Уничтожено самолётов всего |
| ------------------------ | ------------------------- | -------------------------- |
| 13781                    | 369                       | 387                        |

Свои потери:
| Потеряно самолётов, всего | Погибло лётчиков всего | Погибло лётчиков в воздушных боях | Не вернулись с боевого задания | Погибло при налётах и прочие небоевые потери | Погибло в авиакатастрофах и умерло от ран |
| ------------------------- | ---------------------- | --------------------------------- | ------------------------------ | -------------------------------------------- | ----------------------------------------- |
| 169                       | 102                    | 29                                | 55                             | 7                                            | 11                                        |

## Самолёты на вооружении
| Период      | Самолёты |
| ----------- | -------- |
| 1941 — 1941 | И-16     |
| 1941 — 1941 | ЛаГГ-3   |
| 1942 — 1945 | Як-1     |
| 1942 — 1944 | Як-7     |